# Радовище
Радовище — деревня в Хотынецком районе Орловской области России. Входит в состав Ильинского сельского поселения.

## Описание

### Расположение
Деревня находится в 18 км к северо-западу от районного центра посёлка городского типа Хотынец, в 8 км от административного центра села Ильинского и в 2 км от посёлка Жудерский — административного центра национального парка Орловское Полесье. Располагается на живописном левом берегу искусственного водоёма реки Радовищи среди берёзовых и сосновых лесов на некогда болотистой местности.

### История
Основана в начале XIX века как слобода владельцев Самойловых и входила в состав Орловской губернии. Относилась к приходу села Старого, имелась церковно — приходская школа. Рядом находится городище древнерусского города Радовища — поселения верхнеокских балтов и один из самых крупных курганных могильников области славян — вятичей. Происхождение названия от протекающей здесь речки Радовищи, которое означает как сырое место покрытое мхом среди заболоченных сосняков. Слово отмечено в северных диалектических словарях, что также может подтверждать балтское происхождение народов, заселявших это место.
В деревне находится памятник истории — братская могила Советских воинов, погибших в боях с фашистскими захватчиками.

### Инфраструктура
В полутора километрах проходит дорога районного значения, связывающая с Хотынцом. Деревню обслуживает сельское отделение почтовой связи Жудре. В сосновом бору находится «Дом лесника» — гостиничный комплекс на территории национального парка с обустроенной для активного отдыха территорией.

## Население
| 2010 |
| ---- |
| 9    |